# Helge Karlsen
Helge Karlsen (født 29. juni 1948 i Bergen, Norge) er en norsk tidligere fodboldspiller (forsvarer).
Karlsen tilbragte hele sin aktive karriere, fra 1967 til 1979, hos SK Brann i sin fødeby. Han spillede desuden 35 kampe for Norges landshold. Hans første landskamp var et opgør mod Danmark 21. juni 1973, hans sidste en EM-kvalifikationskamp mod Skotland 7. juni 1979.